# Odynerus wellmani
Odynerus wellmani är en stekelart som beskrevs av Meade-waldo. Odynerus wellmani ingår i släktet lergetingar, och familjen Eumenidae. Inga underarter finns listade i Catalogue of Life.